# Eburella
Eburella é um gênero de coleóptero da tribo Eburiini (Cerambycinae); compreende apenas três espécies, com distribuição na Bolívia, Brasil e Peru.

## Sistemática
- Ordem Coleoptera
  - Subordem Polyphaga
    - Infraordem Cucujiformia
      - Superfamília Chrysomeloidea
        - Família Cerambycidae
          - Subfamília Cerambycinae
            - Tribo Eburiini
              - Gênero Eburella (Martins & Monné, 1973)
                - Eburella longicollis (Galileo & Martins, 1999)
                - Eburella pinima (Martins, 1997)
                - Eburella pumicosa (Martins & Monné, 1973)